# Kreisgericht Kaišiadorys
Das  Kreisgericht Kaišiadorys (lit. Kaišiadorių rajono apylinkės teismas) war bis 2018 ein Kreisgericht mit 14 Richtern in Litauen, in der Kleinstadt der Republik (9639 Einwohner). Das zuständige Territorium ist die Stadt und der Rajon Kaišiadorys. Das Gericht der 2. Instanz war das Bezirksgericht Kaunas. 
Adresse: Gedimino Str. 87, LT-56146, Kaišiadorys.

## Richter
- Gerichtspräsident Nerijus Meilutis
- Andere Richter: Rasa Balsevičienė, Ričardas Juodis, Joana Kvaselytė, Gintautas Kaulakis und Vytautas Turauskis